# Лусіо Гутьєррес Борбуа
Лусіо Едвін Гутьєррес Борбуа (ісп. Lucio Edwin Gutiérrez Borbúa; нар. 23 березня 1957) — еквадорський політичний діяч, президент країни з січня 2003 до квітня 2005 року, керівник Хунти національного порятунку 2000 року.

## Життєпис
Отримав військово-інженерну освіту в Еквадорі, навчався також у Бразилії та США. Брав участь у миротворчих місіях ООН у Центральній Америці. Має військове звання полковника. 2000 року командував полком охорони президентського палацу.
У січні 2000 президентський палац був взятий в облогу індіанцями, які протестували проти скасування національної валюти та переходу на американський долар. Гутьєррес перейшов на бік маніфестантів, усунув президента Хаміля Мауада й очолив Хунту національного порятунку. Наступного ж дня хунта передала владу цивільним особам і віце-президенту Густаво Нобоа (тим не менше, Гутьєрреса було заарештовано). Такі дії принесли Гутьєрресу популярність, він навіть створив власну партію, яка первинно декларувала за мету досягнення соціальної справедливості.
2002 року виставив свою кандидатуру на президентських виборах і здобув перемогу. Тоді його підтримали індіанці. Президент намагався оздоровити економіку, але коли цього зробити не вдалось, був змушений взяти черговий кредит у МВФ. 2004 року спробував приватизувати пенсійну систему. Пізніше узяв контроль над Верховним судом, зняв звинувачення в корупції та повернув з еміграції екс-президентів Букарама й Нобоа, яких населення країни звинувачувало у важкому стані економіки.
У квітні 2005 року в країні почались масові маніфестації із закликами до усунення Гутьєрреса від влади. 15 квітня було запроваджено надзвичайний стан. 20 квітня Національний конгрес проголосував за зняття з Гутьєрреса повноважень глави держави на користь віце-президента Альфредо Паласіо Гонсалеса. Гутьєррес спробував утекти з країни, але через захоплення аеропорту військовиками, був змушений ховатись у посольстві Бразилії. Невдовзі таки зміг утекти з країни. У жовтні того ж року, однак, повернувся на батьківщину, де був заарештований.
2009 брав участь у президентських виборах, здобув 28,24% голосів виборців, посівши друге місце (Рафаель Корреа здобув перемогу у першому турі). У жовтні 2010 року в країні сталась спроба усунення від влади Рафаеля Корреа, в організації якої був звинувачений один із соратників Гутьєрреса та його партія. Сам Корреа назвав Гутьєрреса організатором спроби перевороту.